# ستيف مورابيتو
ستيف مورابيتو (بالإنجليزية: Steve Morabito)‏ ولد بتاريخ 30 يناير 1983 في مونثي، هو دراج سويسري في صنف سباق الدراجات على الطريق.

## سجل النتائج

### سباقات أو مراحل فاز بها
- طواف سويسرا

### المراكز
- حقق المركز الـ 4 في طواف سويسرا 2010
- حقق المركز الـ 6 في طواف سويسرا 2014
- حقق المركز الـ 8 في طواف سويسرا 2015

## وصلات خارجية
- الموقع الرسمي

## روابط خارجية
- ستيف مورابيتو على موقع الاتحاد الدولي للدراجات (الإنجليزية)
- ستيف مورابيتو على موقع أرشيف الدراجات (الإنجليزية)
- ستيف مورابيتو على موقع إحصائيات الدراجات الإحترافية (الإنجليزية)
- ستيف مورابيتو على موقع نسبة الدراجات (الإنجليزية)
- ستيف مورابيتو على موقع CycleBase (الإنجليزية)
- ستيف مورابيتو على موقع اللجنة الأولمبية الدولية (الإنجليزية)
- ستيف مورابيتو على موقع أوليمبيديا (الإنجليزية)